# Coaching CEOGM
Le coaching CEOGM est une méthode de développement personnel de la communication. Apparue dans les années 2000, elle est l'une des techniques européennes les plus répandues concernant les relations publiques et l'apprentissage de la maîtrise du langage non verbal.
CEOGM est l'acronyme de force de : Conviction, Expression Orale, Gestuelle et Médiagénie. Concrètement, il s'agit d'un coaching individuel alliant un travail physique et vocal et ayant pour but d'optimiser sa communication interpersonnelle, de groupe et avec les médias.

## Le principe
Les bases du coaching CEOGM partent de la constatation que l'Homme doit réapprendre à garder de l’aisance et de la sincérité dans des contextes artificiels et générateurs de gros enjeux ou de tensions. Pour cela, la méthode CEOGM préconise de mener un travail physique de fond ainsi que d’apprendre quelques techniques - physiques et mentales - afin d’assurer le 100 % de sa communication en toutes situations. Les techniques sont, par exemple, la pose de voix, la prise de conscience de ses attitudes, la signification de sa gestuelle et la congruence physique, appelée également « adaptation réciproque ».

## Les quatre axes
Afin d'améliorer sa communication personnelle, la formation en CEOGM classique comprend quatre axes indissociables.

### La force de conviction
Étant donné que la conviction est « comme un moteur qui propulse toutes sortes de pensées, d’intentions, de mobiles, de raisons à défendre, à promouvoir sur le marché de la reconnaissance et du pouvoir », le coaching CEOGM considère l'augmentation de la force de convaincre comme étant l'aboutissement de l'amélioration de sa communication et des effets produits chez les récepteurs. C'est donc en développant la précision de son message et la justesse de la forme que le communicant gagne en capacité de conviction.

### L'expression orale
La voix, le phrasé, la respiration et le ton, sont autant de facteurs qui composent la forme auditive d'un message et se doivent d'être soignés et réfléchis tout en gardant un maximum de naturel. Pour ce faire, les formations CEOGM insistent sur les techniques vocales et l'adéquation entre le corps et la voix, le ton et le message.

### La gestuelle
La gestuelle tient une place importante dans le paralinguistique et elle est au cœur du coahing CEOGM. Qu'elle soit métaphorique, instinctive, consciente ou inconsciente, elle transmet des messages aux récepteurs et, lorsqu'elle est maitrisée, permet de compléter un discours ou de le nuancer. Le premier pas dans l'apprentissage est la détente du corps permettant ensuite un véritable ressenti corporel et des mouvements naturels. Ensuite, la gestuelle est décomposée en attitudes, postures, gestes et signes afin d'optimiser ces actions indépendamment. À noter que la gestuelle d'écoute ou passive est également comprise dans le CEOGM.

### La médiagénie
Proposé par Philippe Marion (chercheur à l'Université catholique de Louvain) dès 1991, le concept de médiagénie est forgé sur le modèle de « photogénie ». Il signifie littéralement : qui « passe bien » dans tel ou tel média, ce qui s'y trouve mis en valeur. Dans le coaching CEOGM, la médiagénie est considérée comme l'aboutissement des axes précédents : C'est en communiquant efficacement et en s'adaptant au medium utilisé que le filtre médiatique peut être mis au profit du message à communiquer.

## Les applications
- En politique : la gestuelle, les attitudes, la maitrise de sa voix sont des outils essentiels dans tout message politique. Qu'il s'agisse d'une interview télévisée, d'un discours, d'une allocution ou d'une négociation, l'homme politique se doit de maîtriser parfaitement l'art de la communication. Le coaching CEOGM est alors un moyen d'être à l'aise en toute situation (négociations, discours, débat ou rencontre avec les syndicats) puis optimiser son langage non verbal.

- En entreprise : le coaching CEOGM se différencie des autres formes de mentorat d'entreprise en se concentrant exclusivement sur les capacités de communication interne ou externe. Il ne s'adresse alors qu'aux dirigeants, aux communicants et, dans certains cas plus rares, aux commerciaux. Il s'agira alors de développer sa manière de s'adresser aux médias, à ses clients ou à ses employés. Les notions de « première impression », « sincérité », « cohérence » et « dynamisme » sont alors au cœur de l'apprentissage ou du suivi.

- Pour la communication personnelle : utilisé particulièrement par les célébrités naissantes ou artistes d'un tempérament timide ou non habitués au monde médiatique, le coaching CEOGM leur permet de maîtriser au mieux leur image.

## Les coachs
Durant l'ensemble de la formation d'un coaching CEOGM, les intervenants sont, la plupart du temps, diversifiés. Il est important d'avoir des experts autant en travail physique, qu'en communication média, voire en coaching personnel. Parfois, les coachs en CEOGM cumulent ces compétences.

## Les critiques
Plusieurs psychologues et sociologues ont critiqué les promesses de progrès immédiat et de solution miracle. Certes la globalisation du processus d'apprentissage communicationnel permet une optimisation de fond des compétences, mais cela se fait au prix d'un travail important. Les prédispositions de chacun en matière de communication influent sur les capacités des communicants en sortie de cours.
La formation des coachs a aussi été parfois pointée du doigt. Il n'existe pas de formation ni de diplôme pour les coachs en CEOGM.